# 富山妙子
富山 妙子（とみやま たえこ、1921年11月6日 - 2021年8月18日）は、日本の画家および文筆家である。
太平洋戦争後まもない1950年代から1960年代は炭鉱をテーマに絵画や執筆活動をし、1970年代以降は韓国の民主化運動勢力と連帯し強制連行や従軍慰安婦など日本国家の戦争責任を問う作品を多数制作する。2021年6月には韓国政府から国民勲章を受章している。

## 来歴
富山妙子は1921年11月6日に淡路島出身の両親から神戸で生まれた。11歳の時に英タイヤ会社に勤める父親について満州に移住した。少女時代を1930年代の満州大連とハルビンで過ごす。1938年にハルビン女学校卒業した。同年に帰国後、女子美術専門学校（現・女子美術大学）に入学して間もなく退学処分を受ける。1939年に美術評論家の外山卯三郎が開いた画塾美術工芸学院へ通うようになる。戦後、1950年代に入り、画家の社会的参加として、筑豊炭鉱や鉱山をテーマに労働者を描く。1970年代には韓国の詩人金芝河（キム・ジハ）の詩をテーマとして、絵と詩と音楽によるスライド作品を自主制作するために、火種工房（ひだねこうぼう）を設立する。近作による展覧会が韓国および欧州各地で開催されている。
1978年、民主化運動で収監中だった金芝河の詩をモチーフにした詩画集の出版とスライド化により韓国への入国が禁止された。
また日本においても西洋画中心の画壇において活動が「政治的」であると批判され1976年までに美術団体を相次いで退会、またマスコミの自主規制で出演番組が放送を見送られるなど日韓双方で活動の場所を失う。
発表場所に窮した富山は音楽家の高橋悠治をはじめとした様々な文化人・知識人と協働して複製可能なメディア（スライドや映画）による巡回上映に移行する。
1977年にJAALA美術家会議の結成に賛同し活動を共にする。
日本の戦争責任とアジアを主題に絵と文筆で活動。1984年『はじけ！鳳仙花』を原作として、土本典昭が映画「はじけ鳳仙花 わが筑豊、わが朝鮮」を製作した。
同世代である社会学者の李効再(韓国語版이효재）と交流があり、富山が「恨」の概念を芸術で表現していることにクリスマスカードで感謝を述べている。
2010年11月26日から12月11日まで、東京YWCA会館において絵画展『アジアを見つめて 植民地と富山妙子の画家人生 〜日韓併合100周年企画〜』が開催される。11月30日には企画の一環として辛淑玉と対談した。
2021年6月、韓国の民主化運動に貢献したとして、韓国政府より大韓民国国民褒賞（国民勲章、韓国語版국민훈장）が授与される。
2021年8月18日、老衰のため、東京都内の自宅で死去した。99歳没。

## 作品

### シリーズ
- 炭鉱、鉱山シリーズ（油絵・デッサン、1950年 - 1960年）
- 「金芝河の詩によせて」シリーズ『十字架の囚人』『曠野』『黄土の道 鉄線とカラス』『黄土の道 ひまわり』（リトグラフ・油絵、1970年 - ）スライド作品
- チリ 声よ消された声よ チリに（リトグラフ、1974年）
- 光州シリーズ「倒れた者への祈祷」『メカ軍隊』『ヘルメット・アーミー』『民衆の力 I』『光州のピエタ』『光州のレクイエム I』版画、1980年）スライド作品
- 朝鮮人強制連行シリーズ 引き裂かれた者たち 映画『はじけ鳳仙花 わが筑豊わが朝鮮』[22]原画（油絵・リトグラフ、1984年）
- 朝鮮人軍慰安婦に捧ぐシリーズ「海の記憶」『ガルンガンの祭りの夜』『南太平洋の海底で』（油絵・リトグラフ、1986年）スライド作品
- タイ Let's go to Japan （油絵・ミックスメディア、1989年）スライド作品
- 20世紀のレクイエム・ハルビン『マンチュリアの天と地にⅡ』『天と地 Ⅲ(黄)』『黒い河 Ⅲ(龍 金/黒)』『黒い河 Ⅰ(魚 金/黒)』（油絵・ミックスメディア・版画、1992年 - 1995年）スライド作品
- きつね物語・桜と菊の幻影に『菊花幻影』（油絵・インスタレーション、1996年 - 1998年）スライド作品
- 炭鉱物語 絵と写真のコラボレーション（ミックスメディア、2000年）
- 蛭子と傀儡子 旅芸人の物語『戦火に焼けた血の色の大地』『漂流I』(2009)
- 海からの黙示『海からの黙示―津波』『フクシマ―春、セシウム137』『クライシス―海と空への祈り』（油絵・ミックスメディア 2011-2015）
- 終わりの始まり、始まりの終わり『始まりの風景』（油絵 2016）

### スライド作品
- 『しばられた手の祈り』（1976年）

絵/富山妙子、音楽/林光、黒沼ユリ子、高橋悠治、語り/林洋子、伊藤惣一、構成/前田勝弘、小池征人、土本典昭
80カット、36分 日本語版、英語版、スペイン語版
- 『蜚語』（1979年）

絵/富山妙子、詩/金芝河、音楽/高橋悠治、撮影/本橋成一、語り/伊藤惣一
50カット、14分 日本語版、ドイツ語版
- 『倒れた者への祈祷』 1980年5月・光州（2001年、オリジナル1980年）

絵/富山妙子、音楽/高橋悠治、撮影/小林宏道、英訳/レベッカ・ジェニスン
71カット、12分、DVDメディア有 日本語、英語、韓国語版
- 『海の記憶』（1988年）

絵/富山妙子、音楽/高橋悠治、撮影/本橋成一、照明/加東純弘、語り/新井純、英訳/ダグラス・ルミス
80カット、26分20秒、DVDメディア有 日本語版、英語版、ドイツ語版、スペイン語版
- 『帰らぬ少女 タイからきた少女の物語』（1991年）

絵/富山妙子、ジャラッシィ・ループカムディ、詩/ジット・プミサク、カラワン歌集、音楽/高橋悠治、カラワン楽団、撮影/原一男（疾走プロダクション）、語り/中山千夏、金久美子、洲永敬子、和訳/庄司和子、英訳/レベッカ・ジェニスン、監修/ スリチャイ・ワンゲーオ
80カット、28分 日本語版、英語版
- 『ハルビン・20世紀へのレクイエム』（1995年）

絵/富山妙子、音楽/高橋悠治、撮影/原一男（疾走プロダクション）、照明/津嘉山誠、英訳/レベッカ・ジェニスン
80カット、25分 日本語版、英語版
- 『きつね物語・桜と菊の幻影に』(2002年)

絵/富山妙子、音楽/高橋悠治、撮影/小林宏道、照明/津嘉山誠、英訳/レベッカ・ジェニスン
80カット、25分 日本語版、英語版
- 『蛭子と傀儡子・旅芸人の物語』（2009年）

絵/富山妙子、音楽/高橋悠治、AYUO、撮影/小林宏道、英訳/レベッカ・ジェニスン
80カット、23分、DVDメディア 日本語版、英語版
- 『海からの黙示』（2014年）

絵/富山妙子、音楽/高橋悠治、撮影/小林宏道、英訳/レベッカ・ジェニスン
80カット、24分04秒、DVDメディア 日本語版、英語版

### その他
- 「20世紀へのレクイエム・ハルビン駅」から[23]
  - 『敷島の大和心』(1995)油彩 90×140cm、京都精華大学所蔵
  - 『祝 出征』(1995)油彩 90×140cm、京都精華大学所蔵
  - 『戦争・幻視』(1995)油彩 90×140cm、京都精華大学所蔵
  - 『「満州国」建国祝典』(1995)油彩 90×140cm、京都精華大学所蔵
  - 『皇民化教育・忠の絵文字』(1995)油彩 90×140cm、京都精華大学所蔵
  - 『昔はよかった』(1995)油彩 90×140cm、京都精華大学所蔵

## 著書

### 単著
- 『炭鉱夫と私』（毎日新聞社）1960
- 『中南米ひとり旅』朝日新聞社 1964 アサヒ・アドベンチュア・シリーズ
- 『わたしの解放 辺境と底辺の旅』筑摩書房 1972
- 『わたしのギリシア神話 エロースへの回帰』童心社 1975
- 『解放の美学 二〇世紀の画家は何を目ざしたか』（未来社）1979
- 『はじけ!鳳仙花 美と生への問い』（筑摩書房）1983
- 『戦争責任を訴えるひとり旅 ロンドン・ベルリン・ニューヨーク』岩波ブックレット、1989
- 『時代を告げた女たち 20世紀フェミニズムへの道』柘植書房 1990
- 『帰らぬ女たち 従軍慰安婦と日本文化』岩波ブックレット、1992
- 『Silenced by history 富山妙子時代を刻む』「アジアへの視座と表現」実行委員会編 現代企画室 1995
- 『アジアを抱く―画家人生 記憶と夢』（岩波書店）2009 ISBN 4000220519 / ISBN 978-4000220514
- 『蛭子と傀儡子旅芸人の物語』絵 現代企画室 2009

### 編・共著
- 『反権力の証言 市民が追求する』合同出版 1971
- 『女への讃歌 われらの解放』編著 三省堂ブックス 1973
- 『深夜―金芝河・富山妙子詩画集』鄭敬謨訳（土曜美術社）1976
- 『美術史を解きはなつ』（浜田和子、萩原弘子共著、時事通信社）1994
- 『〈男文化〉よ、さらば 植民地、戦争、原発を語る』辛淑玉共著 岩波ブックレット 2013